# Heinz Ellenberg
Heinz Ellenberg (Harburg, 1 augustus 1913 – Göttingen, 2 mei 1997) was een Duits ecoloog, botanicus en bioloog. Hij geldt als wegbereider van een holistische kijk op ecosystemen in Duitsland. Hij ontwikkelde een schaalverdeling met indicatorwaarden om Europese planten met elkaar te vergelijken op basis van de geografische regio, trofiegraad, zuurgraad, vochtigheid en het zoutgehalte van de bodem.

## Levensloop
Ellenbergs vader sneuvelde in 1914 in de Eerste Wereldoorlog. Van 1920 tot 1932 studeerde Ellenberg in Hannover, waar hij belangstelling opvatte voor de flora, vegetatie en fauna en in contact kwam met Reinhold Tüxen.
In 1932 verhuisde hij naar de Franse stad Montpellier, waar hij ecologie studeerde en les kreeg van de Zwitserse vegetatiekundige Josias Braun-Blanquet. Later studeerde hij zoölogie, botanie, chemie en geologie in Heidelberg, Hannover en Göttingen. In Göttingen promoveerde hij in 1938 onder Franz Firbas.
Na het behalen van zijn doctoraat ging hij in Hannover werken voor de Zentralstelle für Vegetationskartierung onder leiding van Reinhold Tüxen. Tijdens de Tweede Wereldoorlog ontwikkelde hij voor de Duitsers een vegetatiedek dat bunkers onzichtbaar maakte voor vliegtuigen.
Na de Tweede Wereldoorlog werkte hij als assistent van Heinrich Walter in Stuttgart. In 1953 werd hij aangesteld als professor aan de Universiteit van Hamburg. In 1958 werd hij directeur van de afdeling botanie bij het ETH Zürich.
Heinz Ellenberg toonde als een van de eersten door middel van experimenten aan dat het belangrijk is om bij planten onderscheid te maken tussen fundamentele niche en gerealiseerde niche. Hij liet twee soorten van het geslacht Bromus groeien langs een vochtige ecologisch gradiënt. Hij toonde aan dat de soorten als monocultuur in staat waren de hele gradiënt dicht te groeien, terwijl wanneer de soorten apart geplant stonden de ene soort de voorkeur gaf aan het droge gedeelte en de andere aan het vochtigere gedeelte.
In 1966 verhuisde hij naar de Georg-August-Universität Göttingen, waar hij de Neuer Botanischer Garten der Universität Göttingen opzette. In 1981 ging hij met emeritaat. Van 1982 tot 1986 was hij directeur van het International Association for Vegetation Science (IAVS).

## Eerbewijzen en lidmaatschappen
- Eredoctoraten van de universiteiten van München, Zagreb, Münster en Lüneburg
- Erelid van de British Ecological Society
- Erelid van de Gesellschaft für Ökologie
- 1978 milieuprijs van Friedrich-Flick-Stiftung
- Lid van de Academie van wetenschappen in Göttingen
- Lid van de wetenschappelijke academies van Helsinki, Praag, Hannover, Berlijn, Florence en Zagreb.